# Битемпоральная гемианопсия
Битемпора́льная гемианопси́я — медицинский термин, обозначающий тип частичной слепоты, при которой выпадает восприятие наружной (височной) половины правого и левого поля зрения. Обычно данная патология связана с поражением оптического тракта в месте, где происходит частичный перекрёст зрительных нервов в области турецкого седла (гипофиза) с характе́рным дефектом височных половин полей зрения. Данная разновидность (наряду с биназальной) относится к так называемой гетеронимной (разноимённой) гемианопсии.

## Этиология
Битемпоральная гемианопсия чаще является результатом развития новообразований, локализующихся в центральной области перекрёста зрительных нервов, где пересекаются волокна от внутренних (носовых) половин сетчатки — выключаются височные (наружные) половины полей зрения. Обычно это новообразования гипофизарных или супраселлярных (расположенных над турецким седлом) структур, вызывающие сдавление гипофиза (аденома гипофиза, краниофарингиома и другие, например, менингиомы). Кроме того, встречается битемпоральная гемианопсия сосудистого происхождения: результат сдавления аневризмой передней соединительной артерии, расположенной выше перекрёста зрительных нервов и оказывающей давление сверху.